# Pardosa italica
Pardosa italica este o specie de păianjeni din genul Pardosa, familia Lycosidae, descrisă de Tongiorgi, 1966. Conține o singură subspecie: P. i. valenta.